# Ett nytt Atlantis
Ett nytt Atlantis (engelska: The New Atlantis) är en science fiction-novell från 1975 av Ursula K. Le Guin, översatt av Lena Jonsson.
Kapitalismen har fört världen mot ekologisk kollaps. USA har förfallit till en fascistisk diktatur där graviditeter måste registreras hos staten, bildandet av kärnfamiljer är kriminaliserat och endast statlig godkänd vetenskap får tillstånd att spridas.
Kontinentalplattorna är i gungning och det går rykten om att ett nytt Atlantis håller på att resa sig ur havet.
Fysikern Simon återvänder från ett arbetsläger för några dagar. Hans hustru och vänner träffas och de förevisar en ny uppfinning, en solkran, med vars hjälp de kan tanka ner enorma mängder solenergi utan att orsaka miljöskada. Men Simon är ändå missnöjd över sin banbrytande upptäckt eftersom han förstår att upptäckten, som skulle kunna lösa mänsklighetens problem, kommer att användas till fortsatt förtryck av människor och exploatering av jordens resurser.